# Florian Sempey
Florian Sempey est un baryton lyrique français, né  le 29 janvier 1988 à Sainte-Foy-la-Grande

## Biographie
Il commence sa formation de chant lyrique dans la classe de Françoise Detchnenique au Conservatoire de Libourne. Il intègre en 2007 le Conservatoire national de Bordeaux dans la classe de Maryse Castets et remporte l’année suivante le Premier prix Opéra ainsi que le Prix du public du concours de chant des Amis du Grand Théâtre - Opéra national de Bordeaux. Il fait à 21 ans ses débuts sur la scène de l’Opéra national de Bordeaux dans le rôle de Papageno et y revient ensuite régulièrement. En 2010, il intègre l’Atelier lyrique de l’Opéra national de Paris : il est reçu dans la promotion de Marianne Crebassa, ou d'Alexandre Duhamel. Le prix lyrique du cercle Carpeaux de l’Opéra de Paris lui est décerné en 2012. En 2013, il est nommé dans la catégorie « Révélation Artiste Lyrique » aux Victoires de la Musique classique. Le rôle de Figaro du Barbier de Séville, qu’il a incarné sur les scènes de l’Opéra national de Paris, du Royal Opera House de Londres, du Festival Rossini de Pesaro, de l’Opéra de Rome, du Théâtre des Champs-Élysées, de l’Opéra de Marseille, du Grand Théâtre du Luxembourg, du Festival de Sanxay et des Chorégies d’Orange a marqué sa jeune carrière. Il commence la saison 2017 / 2018 au Royal Opera House de Londres (Schaunard de La Bohème et Papageno).
Il est invité à l’Opéra national de Paris (Papageno de La Flûte enchantée, Figaro, Malatesta de Don Pasquale, le Comte de Nevers des Huguenots, Valentin de Faust, Les Indes Galantes), au Théâtre des Champs Elysées de Paris (Guglielmo de Cosi fan tutte), et à l'Opéra Royal de Versailles (Le Comte des Noces de Figaro, Dardanus, Guglielmo de Cosi fan tutte), à l’Opéra de Cologne (Enrico de Lucia di Lammermoor), l’Opéra d’Avignon (Enrico de Lucia di Lammermoor), l’Opéra national de Bordeaux (Enrico de Lucia di Lammermoor, Alfonse XI de La Favorite), et au Grand Théâtre de Tours (Henri de Lucie de Lammermoor), à l’Opéra national d’Amsterdam (Valentin de Faust), au Deutsche Oper de Berlin (Alfonse XI de La Favorite), au Drottningholms Slottsteater en Suède (Le Comte des Noces de Figaro), à l’Opéra-Comique (Dr Falke de La Chauve‑souris), à l’Opéra de Marseille (Cecil de Maria Stuarda), à l’Opéra de Limoges (Dandini de La Cenerentola), et au Bayersiche Staatsoper de Munich (Dandini de La Cenerentola), à l’Opéra de Saint-Étienne (Duparquet de Ciboulette, le Chef touranien du Mage, Figaro), au Festival de Sanxay (Morales et Escamillo de Carmen, La Traviata, Madama Butterfly), au Teatro Donizetti de Bergame (L'Ange de Nisida, Belcore de l'Elisir d'Amore, Alfonse XI de La Favorite), au Teatro Real de Madrid (Dandini de La Cenerentola, Prosdocimo d'Il Turco in Italia). Il se produit aussi en concert dans un vaste répertoire (Mahler, Chausson, Puccini, Berlioz, Rameau, Vivaldi, etc.) ainsi qu’en récital avec le pianiste Antoine Palloc ou en concert avec Karine Deshayes ou Sumi Jo.
En 2023-2024, Florian Sempey participera aux représentations de Roméo et Juliette de Gounod (Mercutio) et de Don Pasquale (Malatesta) à l'Opéra de Paris, de Lucie de Lammermoor (Henri) au Festival d'Aix-en-Provence, de Don Giovanni (rôle titre) au Festival de Sanxay, de Die Zauberflöte (Papageno) au Théâtre des Champs Elysées, des Pêcheurs de Perles (Zurga) au Grand Théâtre de Bordeaux, et de Cenerentola (Dandini) au Théâtre du Capitole de Toulouse et du Gran Teatre del Liceu à Barcelone, ainsi qu'à des concerts avec Karine Deshayes ou Teresa Iervolino.

## Discographie sélective
- Mage de Jules Massenet. Orchestre symphonique de St Etienne Loire, Laurent Campellone (dir), Catherine Hunold, Kate Aldrich, Luca Lombardo, Jean-François Lapointe, Florian Sempey, Julien Dran. 2 CD. Palazetto Bru Zane 2013.
- Castor et Pollux de Jean-Philippe Rameau. Ensemble Pygmalion, Raphaël Pichon (dir), Colin Ainsworth (Castor), Florian Sempey (Pollux), Emmanuelle de Negri (Télaïre), Clémentine Margaine (Phébé), Christian Immler (Jupiter), Sabine Devieilhe (Cléone). 2 CD. Harmonia Mundi 2015.
- Les Pêcheurs de perles de Georges Bizet. Alexandre Bloch (dir), Julie Fuchs (Leîla), Cyrille Dubois, (Nadir), Florian Sempey, (Zurga), Luc Bertin-Hugault, (Nourabad), Les cris de Paris, Orchestre National de Lille. 2 Super audio CD Pentatone 2018. Diapason d'or, Choc de Classica.
- Lelio d'Hector Berlioz. Avec le Wiener Philarmoniker, Philippe Jordan (dir), Cyrille Dubois, Jean-Philippe Lafont (narrateur). 2 CD. Import-L 2019.
- Figaro ? Si ! avec l'Orchestre National Bordeaux Aquitaine, Marc Minkovski (dir), Karine Deshayes, Yoann Dubruque. Airs de Rossini. 1 CD. Alpha 2022.
- Ferrum Splendidum, Florian Sempey avec l'Orchestre National Bordeaux Aquitaine sous la direction de Victor Jacob, Airs d'opéra, 1 CD Alpha 2024